# Alessandro Pasqualini
Pour les articles homonymes, voir Pasqualini.
Alessandro Pasqualini est un architecte et ingénieur italien connu pour avoir réalisé de très nombreuses fortifications dans les Pays-Bas et en Allemagne.

## Réalisation
- Citadelle de Juliers